# بیماری‌های روانی و جنسیت
جنسیت با شیوع برخی بیماری‌های روانی، از جمله افسردگی، اضطراب و شکایت روان‌تنی مرتبط است. به عنوان مثال، زنان بیشتر در معرض ابتلا به افسردگی شدید هستند، در حالی که مردان بیشتر احتمال دارد که به سوءمصرف مواد و اختلال شخصیت ضداجتماعی دچار شوند. هیچ تفاوت جنسیتی مشخصی در میزان تشخیص اختلال‌هایی مانند اسکیزوفرنی و اختلال دوقطبی وجود ندارد. مردان در معرض خطر ابتلا به اختلال استرس پس از سانحه (PTSD) به دلیل تجارب خشن گذشته مانند تصادف، جنگ و شاهد مرگ هستند و زنان به دلیل تجربه آزار جنسی، تجاوز جنسی و سوء استفاده جنسی از کودکان با نرخ‌های بالاتری مبتلا به PTSD تشخیص داده می‌شوند. . شناسایی غیر دوتایی یا جنسیتی، افرادی را توصیف می‌کند که خود را به عنوان مرد یا زن شناسایی نمی‌کنند. افرادی که خود را جنس غیردوتایی یا دگرباش جنسیتی می‌شناسند، خطر ابتلا به افسردگی، اضطراب و اختلال استرس پس از سانحه را افزایش می‌دهند. افرادی که به عنوان تراجنسیتی شناخته می‌شوند، خطر ابتلا به افسردگی، اضطراب و اختلال استرس پس از سانحه را افزایش می‌دهند.

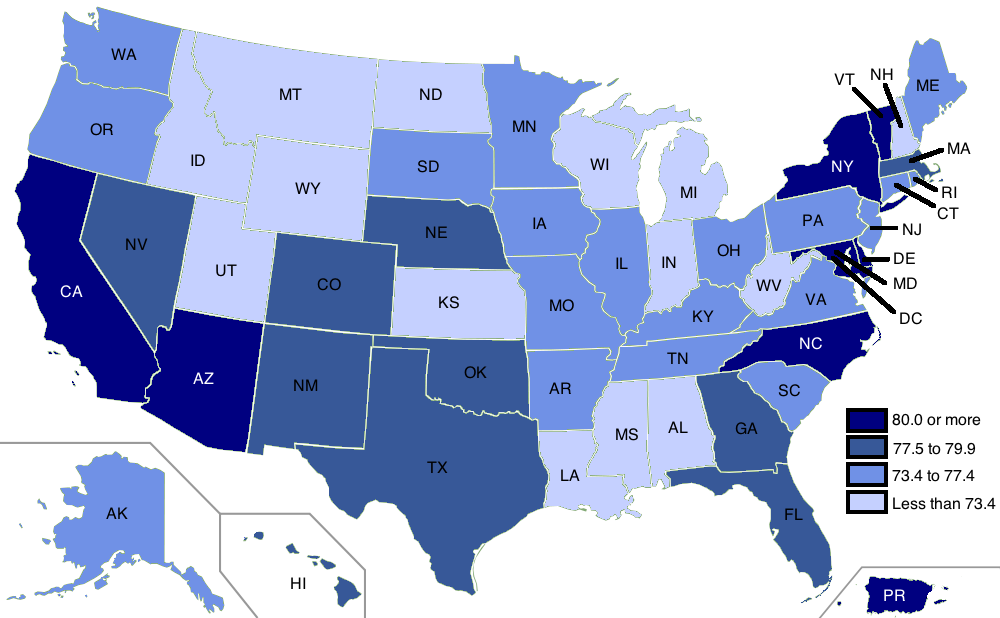
شکاف جنسیتی دستمزد در ایالات متحده بر پایهٔ ایالت در سال ۲۰۰۶